# سفارت چین در لندن
سفارت چین در لندن (به انگلیسی: Embassy of China) یک سفارت در بریتانیا است که در ماری‌لبون واقع شده‌است.